# Dean Richards
Dean Richards (Bradford, 9 de junho de 1974 – Leeds, 26 de fevereiro de 2011) foi um futebolista inglês.

## Biografia
Dean foi zagueiro e jogou em clubes como Tottenham, Bradford, Southampton e Wolverhampton. Deixou o futebol em 2005.